# DDR-Mannschaftsmeisterschaft im Schach 1981
Bei der DDR-Mannschaftsmeisterschaft im Schach 1981 gewann  die Schachgemeinschaft Leipzig zum achten Mal die DDR-Mannschaftsmeisterschaft.
Gespielt wurde ein Rundenturnier nach Scheveninger System, wobei jede Mannschaft gegen jede andere jeweils vier Mannschaftskämpfe an acht Brettern austrug. Insgesamt waren es 112 Mannschaftskämpfe, also 896 Partien.

## DDR-Mannschaftsmeisterschaft 1981

### Kreuztabelle der Sonderliga (Rangliste)
|   | Verein                     | 1    | 2    | 3    | 4    | 5    | 6    | 7    | 8    | Punkte |
| - | -------------------------- | ---- | ---- | ---- | ---- | ---- | ---- | ---- | ---- | ------ |
| 1 | Schachgemeinschaft Leipzig |      | 17,0 | 18,0 | 21,5 | 20,0 | 20,5 | 20,5 | 21,5 | 139,0  |
| 2 | Funkwerk Erfurt            | 15,0 |      | 17,0 | 12,0 | 20,5 | 18,5 | 20,0 | 19,5 | 122,5  |
| 3 | Buna Halle-Neustadt        | 14,0 | 15,0 |      | 21,0 | 17,5 | 16,0 | 20,0 | 19,0 | 122,5  |
| 4 | Post Dresden               | 10,5 | 20,0 | 11,0 |      | 13,0 | 22,0 | 16,0 | 18,0 | 110,5  |
| 5 | Vorwärts Strausberg        | 12,0 | 11,5 | 14,5 | 19,0 |      | 15,5 | 18,0 | 18,5 | 109,0  |
| 6 | Lok / TH Karl-Marx-Stadt   | 11,5 | 13,5 | 16,0 | 10,0 | 16,5 |      | 16,5 | 19,5 | 103,5  |
| 7 | AdW der DDR, Berlin        | 11,5 | 12,0 | 12,0 | 16,0 | 14,0 | 15,5 |      | 16,5 | 097,5  |
| 8 | Greika Greiz               | 10,5 | 12,5 | 13,0 | 14,0 | 13,5 | 12,5 | 15,5 |      | 091,5  |

### Beste Einzelergebnisse bei mindestens 14 Partien
| Spieler            | Verein  | Prozent |
| ------------------ | ------- | ------- |
| Wolfgang Uhlmann   | Dresden | 86,7    |
| Manfred Schöneberg | Leipzig | 81,8    |
| Lothar Vogt        | Leipzig | 77,3    |
| Detlef Neukirch    | Leipzig | 74,1    |
| Anton Csulits      | Halle   | 69,0    |
| Gottfried Braun    | Leipzig | 68,2    |
| Rainer Knaak       | Leipzig | 66,7    |
| Lutz Espig         | Greiz   | 66,7    |
| Burkhard Malich    | Halle   | 65,8    |

### Die Meistermannschaft
| 1.            | Schachgemeinschaft Leipzig |
| Schachfiguren | Lothar Vogt, Rainer Knaak, Raj Tischbierek, Wolfram Heinig, Detlef Neukirch, Gottfried Braun, Manfred Schöneberg, Réne Wendt, Manfred Böhnisch, Reinhard Gnauk |

### Oberliga
| Platz | Verein                    | Punkte |
| ----- | ------------------------- | ------ |
| 01    | Motor SO Magdeburg        | 86,5   |
| 02    | Rotation Berlin           | 82,0   |
| 03    | AdW Berlin II             | 78,5   |
| 04    | Schifffahrt/Hafen Rostock | 75,5   |
| 05    | Empor HO Berlin           | 71,5   |
| 06    | Chemie Lützkendorf        | 69,5   |
| 07    | Empor Potsdam             | 67,0   |
| 08    | Lok Schwerin              | 67,0   |
| 09    | TH Magdeburg              | 64,0   |
| 10    | Medizin Neubrandenburg    | 58,5   |

| Platz | Verein                              | Punkte |
| ----- | ----------------------------------- | ------ |
| 01    | Lok Mitte Leipzig                   | 80,0   |
| 02    | Lok Dresden                         | 79,5   |
| 03    | Aktivist Schwarze Pumpe Hoyerswerda | 79,0   |
| 04    | Post Dresden II                     | 76,0   |
| 05    | SG Leipzig II                       | 72,5   |
| 06    | Carl Zeiss Jena                     | 71,0   |
| 07    | Buna Halle-Neustadt II              | 67,5   |
| 08    | Motor Gohlis Nord Leipzig           | 65,5   |
| 09    | Lok Gera                            | 63,5   |
| 10    | Lok/TH Karl-Marx-Stadt II           | 63,0   |

Den Entscheidungskampf um den Aufstieg gewann Motor SO Magdeburg mit 8½:7½ gegen Lok Mitte Leipzig. Das Duell um den Klassenverbleib gewann Lok Schwerin klar mit 10½:5½ gegen Motor Gohlis Nord.

### DDR-Liga
In der Staffel A zog Motor Hennigsdorf nach wenigen Runden zurück und wurde aus der Wertung genommen. Die Mannschaft durfte aber im Folgejahr zusätzlich in der DDR-Liga starten.
| Platz | Verein              | Punkte |
| ----- | ------------------- | ------ |
| 1     | SGS Stralsund       | 94,5   |
| 2     | Rotation Schwedt    | 85,5   |
| 3     | Lok Rostock II      | 71,0   |
| 4     | Vorwärts Demen      | 70,0   |
| 5     | Lok Rostock I       | 63,0   |
| 6     | Lok Schwerin II     | 58,5   |
| 7     | Lok Waren/Rethwisch | 55,0   |
| 8     | TSG Wismar          | 46,0   |
| 9     | Lok Schwerin III    | 31,5   |

| Platz | Verein                 | Punkte |
| ----- | ---------------------- | ------ |
| 01    | WBK 67 Halle-Neustadt  | 92,5   |
| 02    | Aufbau Börde Magdeburg | 84,0   |
| 03    | Lok Brandenburg        | 80,5   |
| 04    | Einheit Friesen Berlin | 78,0   |
| 05    | Motor SO Magdeburg II  | 69,5   |
| 06    | TSG Oberschöneweide    | 68,5   |
| 07    | Motor Teltow           | 68,5   |
| 08    | HSG PH Potsdam         | 65,0   |
| 09    | Lok Salzwedel/Tylsen   | 60,5   |
| 10    | Vorwärts Strausberg II | 53,0   |

| Platz | Verein                        | Punkte |
| ----- | ----------------------------- | ------ |
| 01    | Fortschritt Plauen            | 87,5   |
| 02    | Aktivist Zentronik Oelsnitz   | 87,0   |
| 03    | Motor Leipzig-Lindenau        | 81,0   |
| 04    | Wismut Aue/Schneeberg         | 77,5   |
| 05    | Motor IFA Karl-Marx-Stadt     | 76,5   |
| 06    | Einheit Freiberg              | 71,0   |
| 07    | Fortschritt Ehrenfriedersdorf | 65,5   |
| 08    | Lok Dresden II                | 64,5   |
| 09    | SG Saalfeld/Gornsdorf         | 55,0   |
| 10    | SG Leipzig III                | 52,5   |

| Platz | Verein                                 | Punkte |
| ----- | -------------------------------------- | ------ |
| 01    | Pentacon Dresden                       | 93,0   |
| 02    | Fortschritt Cottbus                    | 85,5   |
| 03    | Aktivist Brieske-Senftenberg           | 83,0   |
| 04    | Post Berlin                            | 81,5   |
| 05    | Rotation Berlin II                     | 74,0   |
| 06    | Motor Görlitz                          | 64,5   |
| 07    | Rotation Berlin III                    | 64,0   |
| 08    | Aktivist Schwarze Pumpe Hoyerswerda II | 63,5   |
| 09    | Lok Berlin-Oberspree                   | 57,0   |
| 10    | Turbine Großröhrsdorf                  | 54,0   |

| Platz | Verein                  | Punkte |
| ----- | ----------------------- | ------ |
| 01    | Cottana Mühlhausen      | 92,5   |
| 02    | Motor Suhl              | 92,0   |
| 03    | ISG Apolda              | 74,0   |
| 04    | Lok Naumburg            | 72,0   |
| 05    | Buna Halle-Neustadt III | 69,0   |
| 06    | Lok Merseburg           | 66,5   |
| 07    | Chemie IW Ilmenau       | 66,0   |
| 08    | Einheit Bad Salzungen   | 64,5   |
| 09    | Medizin Erfurt          | 64,0   |
| 10    | Lok Leinefelde          | 59,5   |

## DDR-Mannschaftsmeisterschaft der Frauen 1981

### Oberliga
| Platz | Verein                          | Punkte |
| ----- | ------------------------------- | ------ |
| 1     | Buna Halle-Neustadt             | 59,5   |
| 2     | Motor Weimar                    | 49,5   |
| 3     | PH/Empor Potsdam                | 48,5   |
| 4     | Motor Leipzig Lindenau / Gohlis | 45,5   |
| 5     | Metall Gera                     | 43,0   |
| 6     | Stahl Thale                     | 31,5   |
| 7     | Lok RAW Cottbus                 | 29,5   |
| 8     | TSG Wittenberg                  | 29,0   |

### DDR-Liga
Hauptrunde
| Platz | Verein                              | Punkte |
| ----- | ----------------------------------- | ------ |
| 1     | Chemie Köpenick                     | 47,5   |
| 2     | TH / Motor SO Magdeburg             | 44,5   |
| 3     | Post Ludwigslust / Einheit Schwerin | 32,0   |
| 4     | Vorwärts Stallberg                  | 24,0   |
| 5     | Chemie 70 Rostock                   | 21,0   |
| 6     | LSV Lübz / Post Güstrow             | 09,0   |

| Platz | Verein                              | Punkte |
| ----- | ----------------------------------- | ------ |
| 1     | Aktivist Schwarze Pumpe Hoyerswerda | 49,5   |
| 2     | Rotation Schwedt                    | 37,5   |
| 3     | WBK Berlin                          | 32,5   |
| 4     | SG Görlitz                          | 28,0   |
| 5     | Rotation Berlin                     | 24,5   |
| 6     | WBK Berlin II                       | 07,0   |

| Platz | Verein            | Punkte |
| ----- | ----------------- | ------ |
| 1     | AdW Berlin        | 50,0   |
| 2     | Lok Halle         | 33,0   |
| 3     | TSG Wittenberg II | 28,5   |
| 4     | Chemie IW Ilmenau | 25,5   |
| 5     | Motor Weimar II   | 22,0   |
| 6     | Motor Weimar III  | 18,0   |

| Platz | Verein                             | Punkte |
| ----- | ---------------------------------- | ------ |
| 1     | Lok / TH Karl-Marx-Stadt           | 40,5   |
| 2     | Motor Leipzig Lindenau / Gohlis II | 39,0   |
| 3     | Post Dresden                       | 36,5   |
| 4     | Metall Gera II                     | 24,5   |
| 5     | Wismut Aue                         | 21,5   |
| 6     | Eintracht Seiffen                  | 18,0   |

Aufstiegsspiele
| Platz | Verein                              | Punkte |
| ----- | ----------------------------------- | ------ |
| 1     | AdW Berlin                          | 24,5   |
| 2     | Aktivist Schwarze Pumpe Hoyerswerda | 20,0   |
| 3     | Chemie Köpenick                     | 16,0   |
| 4     | Lok / TH Karl-Marx-Stadt            | 11,5   |

## Jugendmeisterschaften
| Altersklasse       | männlich                 | weiblich                 |
| ------------------ | ------------------------ | ------------------------ |
| Altersklasse 9/10  | Pionierhaus Nord Leipzig | TSG Wittenberg           |
| Altersklasse 11/12 | Pionierhaus Nord Leipzig | WBK Berlin               |
| Altersklasse 13/14 | Rotation Berlin          | Pionierhaus Nord Leipzig |
| Altersklasse 15/18 | Post Dresden             |                          |

Das Ergebnis der weiblichen Jugendliga liegt nicht vor.